# Geboltskirchen
Geboltskirchen est une commune autrichienne du district de Grieskirchen en Haute-Autriche.